# George Headley
Pour les articles homonymes, voir Headley.
George Alphonso Headley est un joueur de cricket jamaïcain, international au sein de l'équipe des Indes occidentales, né le 30 mai 1909 à Colón au Panamá et décédé le 30 novembre 1983 à Kingston en Jamaïque.
Il compte vingt-deux sélections en Test cricket avec les Indes occidentales entre 1930 et 1954. Durant les années 1930, il est le seul batteur régulièrement performant de cette équipe. Il devient en 1948 le premier Noir nommé capitaine des Indes occidentales. Prolifique, il possède la troisième meilleure moyenne à la batte de l'histoire en Test cricket derrière Donald Bradman et Graeme Pollock, 60,83.

## Biographie
George Headley naît le 30 mai 1909 à Colón au Panamá. Comme de nombreux Caribéens, son père, Barbadien, et sa mère, Jamaïcaine, y ont émigré pour participer à la construction du Canal. Il passe les premières années de sa vie à Cuba. À l'âge de dix ans, il est envoyé dans la famille de sa mère, en Jamaïque, pour son éducation. Il découvre le cricket à l'école.
De Panamá, ses parents émigrent aux États-Unis alors qu'il a dix-huit ans, et, alors qu'il doit les rejoindre pour faire des études de dentiste, ses papiers, qu'ils lui ont expédié, arrivent en retard,. Ceci lui permet de jouer avec l'équipe de Jamaïque contre une équipe anglaise en tournée dans les Caraïbes et menée par l'Honorable Lionel Hallam Tennyson. Il y réussit : au cours de ses deux premiers rencontres first-class, il réussit une manche de 78 courses et une autre de 211.

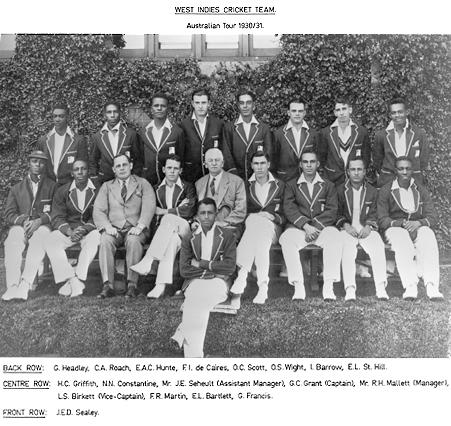
George Headley (derrière, à gauche) avec l'équipe des Indes occidentales en tournée en Australie en 1930-1931.

L'équipe des Indes occidentales dispute ses premiers test-matchs en Angleterre en 1928, mais Headley n'est pas sélectionné pour ce voyage. Les Anglais se déplacent en retour dans les Caraïbes en 1929-1930 et, cette fois-ci, les sélectionneurs font appel à lui. Au cours de son premier test-match, il réussit notamment 176 courses dans la seconde manche. Dans la troisième rencontre de la série, il en réalise 114 et 112 dans ses deux manches au cours de ce qui est la première victoire des Indes occidentales dans cette forme de jeu. À moins de vingt-et-un ans, il est alors le plus jeune joueur à marquer deux centuries au cours d'un test-match, un record qui tiendra quatre-vingt ans,. Enfin, dans le quatrième et dernier match de la série, une manche de 223 courses d'Headley permet aux locaux d'éviter la défaite. Il en réussit ainsi 703 en huit manches et à la moyenne à la batte de 87,80.
Headley marque un total de 1066 courses au cours de la tournée en Australie en 1930-1931. Les Australiens ayant décelé des failles dans son jeu, il est en difficulté au début de la série de cinq test-matchs, notamment face aux lancers de Clarrie Grimmett. Il adapte son style, et marque un century dans les troisième et cinquième tests. Un an plus tard, face à une équipe menée à nouveau par L. H. Tennyson, dans des matchs non-internationaux, il réussit les scores suivants : 344, 84, 155, 140,. En 1933, les Indes occidentales disputent trois tests en Angleterre, perdant la série 2-0. Headley accumule 2320 courses et sept centuries au cours de la tournée. En 1934-1935, ce sont cette fois les Anglais qui se déplacent. Avec un score de 270 courses dans le quatrième et dernier match, il aide les locaux à remporter leur première serie, 2-1. Il devient en 1939 le premier joueur à marquer un century dans chacune des manches d'un test-match à Lord's (Londres).
Les Anglais se déplacent dans les Caraïbes en 1948. Les sélectionneurs décident de nommer des capitaines différents pour les différents matchs. Sous la pression de l'homme politique jamaïcain Noel Nethersole, également membre du West Indies Cricket Board of Control, et contrairement à une habitude qui régnera jusqu'en 1960, un joueur Noir est pour la première fois nommé au poste : Headley. Il est à la tête de l'équipe pour le premier et le dernier test-match. Sans s'être illustré à la batte, il se blesse dans le premier et ne participe pas au reste de la série. À la demande de la fédération indienne, il est du voyage en Inde en 1948-1949, mais John Goddard est nommé capitaine. Là encore, Headley se blesse après le premier match. Après quatre ans d'absence, il est rappelé une dernière fois en 1954, à l'âge de quarante-quatre ans. Sa carrière s'achève avec des scores de 16 et 1 courses.
George Headley meurt le 30 novembre 1983 à Kingston. Son fils Ron Headley dispute quelques matchs avec les Indes occidentales en 1973, tandis que son petit-fils Dean Headley est sélectionné avec l'équipe d'Angleterre dans les années 1990.

## Bilan sportif

### Principales équipes
|                    | Test                  |
| ------------------ | --------------------- |
| Indes occidentales | 1930 - 1948           |
|                    | First-class           |
| Jamaïque           | 1927-1928 - 1953-1954 |

### Statistiques
George Headley marque un total de 2190 courses en 22 sélections en Test cricket. Durant les années 1930, il est le seul batteur de l'équipe des Indes occidentales à se montrer performant de manière régulière : il réussit 10 des quinze centuries de la sélection et 26,9 % de ses courses. Au cours de sa carrière, il marque 21,4 % des courses des Indes occidentales : seul Donald Bradman a fait mieux,. Sa moyenne à la batte dans cette forme de jeu, 60,83, est la troisième meilleure de l'histoire, derrière Donald Bradman (99,94) et le Sud-Africain Graeme Pollock (60,97),. Headley marque un century dans 25 % de ses quarante manches, ce qui le place second derrière Bradman,.

### Statistiques internationales par adversaire
Statistiques de batteur de George Headley en Test cricket :
| Adversaire                 | Matchs | Manches | Courses | Not out | Moyenne | Meilleur score | Centuries | Centuries/manches |
| -------------------------- | ------ | ------- | ------- | ------- | ------- | -------------- | --------- | ----------------- |
| Angleterre                 | 16     | 29      | 1852    | 3       | 71,23   | 270*           | 8         | 27,59 %           |
| Australie                  | 5      | 10      | 336     | 1       | 37,33   | 105            | 2         | 20,00 %           |
| Inde                       | 1      | 1       | 2       | -       | 2,00    | 2              | -         | -                 |
| Total contre 3 adversaires | 22     | 40      | 2190    | 4       | 60,83   | 270*           | 10        | 25,00 %           |

## Honneurs
- Un des cinq Wisden Cricketers of the Year de l'année 1934.
- Désigné en 2004 comme étant l'un des cinq meilleurs joueurs de cricket jamaïcains de tous les temps[23] lors d'une pré-sélection dans le cadre de la cérémonie célébrant les 75 ans du cricket international dans les Indes occidentales.
- Désigné en 2004 comme étant l'un des cinq meilleurs joueurs de cricket des Indes occidentales de tous les temps[24] par un panel d'expert lors de la cérémonie célébrant les 75 ans du cricket international dans les Indes occidentales[25].
- Membre de l'ICC Cricket Hall of Fame depuis 2009 (membre inaugural)[26].